# Kila, Nyköpings kommun
Kila är en småort i Nyköpings kommun i Södermanlands län, belägen nordväst om Ålberga utmed gamla Riksettan.
Kila är kyrkby i Kila socken. Här ligger Kila kyrka.